# Faisal Saleh Hayat
Faisal Saleh Hayat (ourdou : مخدوم سيد فیصل صالح حیات), né le 21 juillet 1952 à Jhang, est un homme politique pakistanais. Il a notamment été ministre de l'Intérieur de 2002 à 2004.
Élu député fédéral sous l'étiquette du Parti du peuple pakistanais (PPP) lors des élections législatives de 2002, il est ensuite à la tête d'un groupe de dissidents appelés « Patriotes » qui ont quitté le PPP et rejoint le gouvernement de Zafarullah Khan Jamali puis la Ligue musulmane du Pakistan (Q). Avec la formation du gouvernement de Shaukat Aziz, il est remplacé par Aftab Ahmad Sherpao et occupe le ministère des affaires cachemires.
Il est réélu lors des élections de 2008 sous l'étiquette de la Ligue. Quand cette dernière rejoint le gouvernement de coalition du PPP en 2011, il devient ministre du Logement et des Travaux. 
Il est interdit de concourir aux élections de 2013 par la Commission électorale du Pakistan, accusé d'avoir volé de l'eau d'irrigation.